# Shelley Kitchen
Pour les articles homonymes, voir Kitchen.

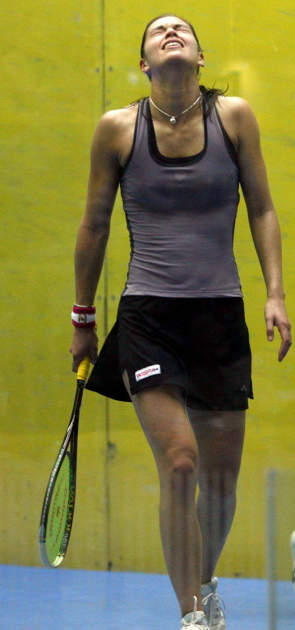
Shelley Kitchen après la perte de la balle de match face à Nicol David à l'Open de Malaisie 2007

Shelley Kitchen, née le 2 décembre 1979 à Kaitaia, est une joueuse professionnelle de squash représentant la Nouvelle-Zélande. Elle atteint en septembre 2008 la sixième place mondiale sur le circuit international, son meilleur classement. Elle est championne de Nouvelle-Zélande à quatre reprises consécutivement de 2005 à 2008.

## Biographie
Shelley Kitchen commence le squash à cinq ans sur les courts de Kaitaia en accompagnant sa mère et sa sœur, elles-mêmes joueuses, au club de squash.
Dès ses débuts, son potentiel est évident  et elle prend avec succès l'héritage des grands noms du squash néo-zélandais Susan Devoy et Leilani Joyce.
Sa carrière de plus de quinze années au plus haut niveau lui permet de gagner 12 titres de championne de Nouvelle-Zélande dans toutes les classes d'âge, 15 tournois internationaux et des titres mondiaux en double dame. Elle est classée no 1 néo-zélandaise pendant cinq années.
Aux Jeux du Commonwealth de 2006 à Melbourne, Shelley Kitchen bat la no 1 mondiale Nicol David dans le match pour la médaille de bronze et elle récidive 9 mois plus tard aux championnats du monde 2007 quand elle bat  Nicol David au 2e tour sur le score de 9-0, 9-1, 2-9, 3-9, 9-6 en 69 minutes. C'est la première fois depuis avril 2004 que Nicol David ne se qualifie pas pour les quarts de finale du championnat du monde.
Shelley Kitchen a son premier enfant avec Anthony Ricketts en février 2010. Après avoir échoué dans sa tentative pour revenir aux Jeux du Commonwealth de 2010, elle annonce sa retraite sportive en décembre 2010.
Elle est faite membre de l'Ordre du Mérite de Nouvelle-Zélande en 2011 pour services au sport.

## Palmarès

### Titres
- Open de Greenwich : 2008
- Elbow River Casino Calgary Open 2007
- Australian Open : 2007
- Championnats de Nouvelle-Zélande : 4 titres (2005-2008)

### Finales
- Tournament of Champions : 2008
- Carol Weymuller Open : 2008